# 全インド前進同盟

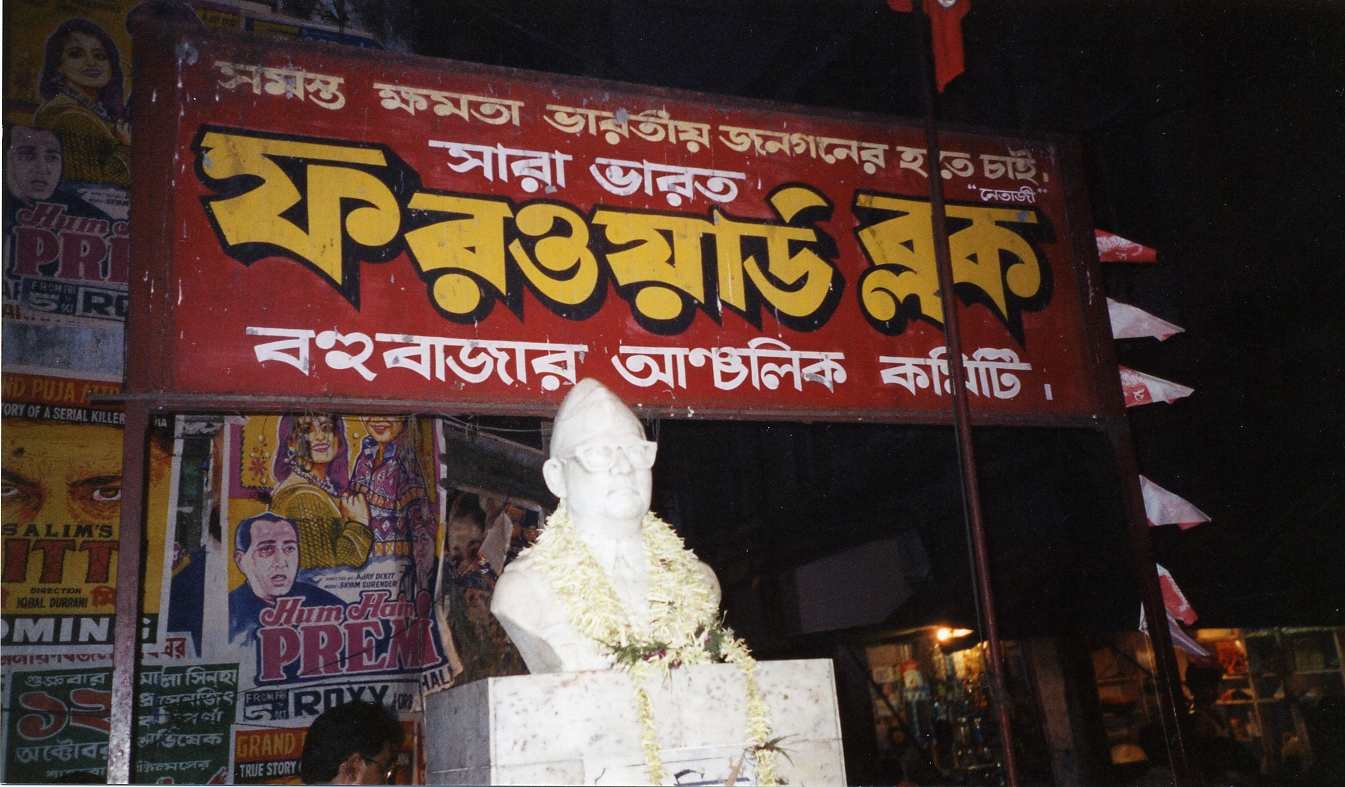
全インド前進同盟の横断幕とチャンドラ・ボースの胸像。

全インド前進同盟（All India Forward Bloc；FBLまたはAIFB）は、インドの左翼政党。
全インド進歩連合、全インド・フォワード・ブロックなどと表記されることもある。

## 概要
全インド前進同盟は創始者のチャンドラ・ボースの社会主義を継承し、マルクス主義と左翼ナショナリズムを標榜する。西ベンガル州やトリプラ州、および連邦レベルの選挙ではインド共産党マルクス主義派と選挙協力をしている。
インド各地に支部を有し、各地で議員を出しているが、特に西ベンガル州で勢力が強い。同州の左翼戦線政府に参画し、州政府に閣僚を出している。2004年の連邦下院選挙では、得票率は0.4％であり、西ベンガル州の選挙区から3議席を獲得した。2009年連邦下院選挙では得票率0.3％で、西ベンガル州から2議席を出すにとどまった。

## 沿革

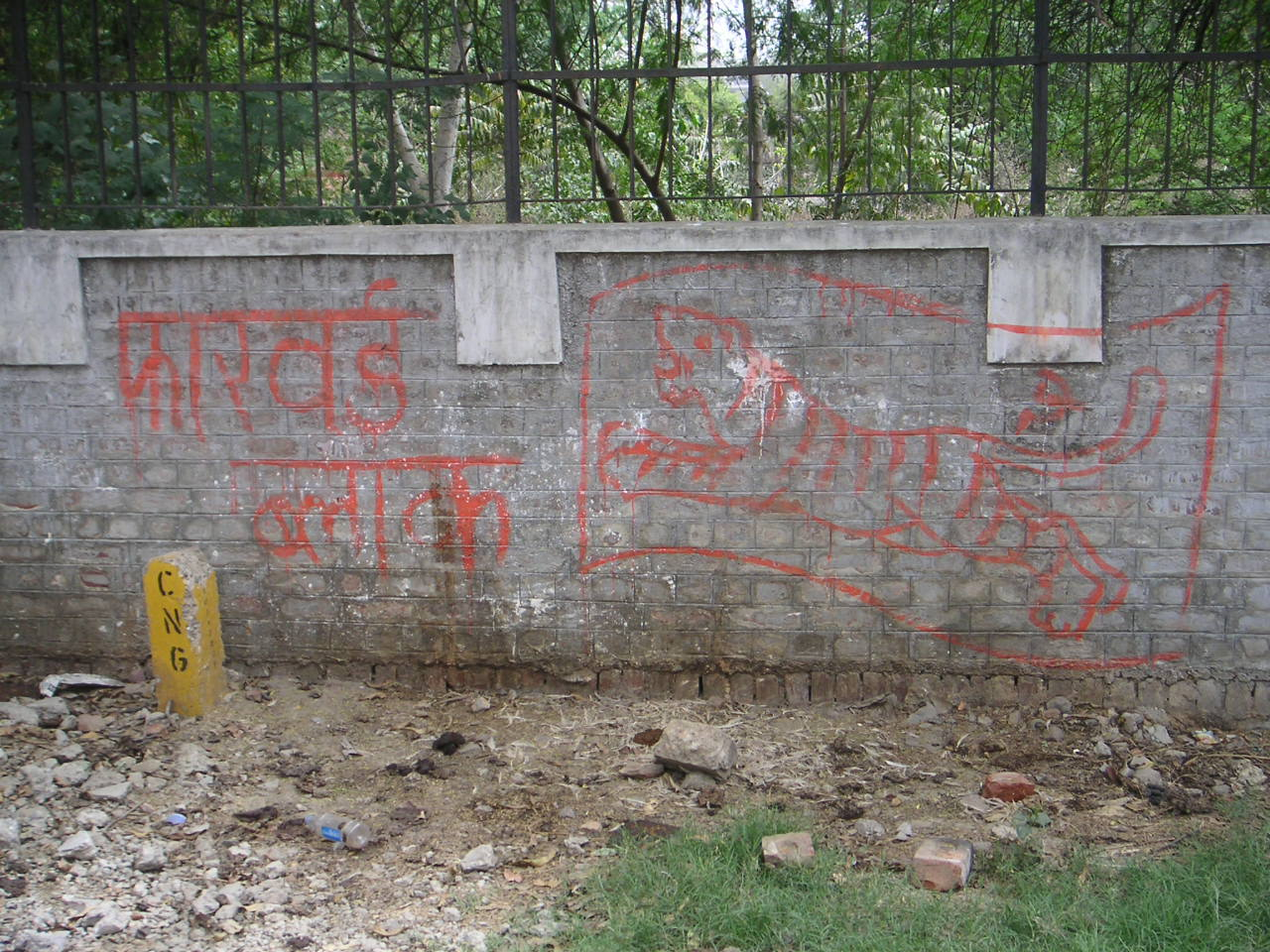
壁に描かれた全インド前進同盟の宣伝。

全インド前進同盟は、スバス・チャンドラ・ボースの指導のもと、1939年にインド国民会議の分派（党内党、派閥）として結成された。当時はインド国民会議前進同盟、または単に前進同盟（Forward Bloc）と称していた。
1947年のインド独立を前に、インド国民会議とは別の政党として再組織された。